# Kerstin Römer
Kerstin Römer (* 1962 in Berlin) ist eine deutsche Schauspielerin und Drehbuchautorin.

## Leben
Kerstin Römer studierte von 1985 bis 1989 Schauspiel am Max Reinhardt Seminar und spielte an diversen Bühnen im deutschsprachigen Raum. Unter anderem bei den Salzburger Festspielen, am Schauspielhaus Kiel, Hans-Otto-Theater Potsdam, an den Kammerspielen Magdeburg, und bei den Wiener Festwochen. Unter anderem führten dabei Konstanze Lauterbach, Jasmine Hoch und Jürgen Flimm Regie.
Seit Beginn der 1990er Jahre spielt Römer kontinuierlich Rollen in Kino- und Fernsehfilmen und Serien. Zum Beispiel im Tatort Münster, Halbe Hundert, Wolfsland, und Milk & Honey. Regie führten dabei unter anderem Matthias Tiefenbacher, Isabel Kleefeld, Lars Kraume und Franziska Meletzky.
2001 begann Römer als Drehbuchautorin und Skripteditorin für serielle Formate und Daily Soaps zu arbeiten. 2017 wurde ihr erster TV Spielfilm gedreht und 2018 unter dem Titel „Verliebt in Masuren“ als Freitagabendfilm der ARD ausgestrahlt.

## Filmografie (Auszüge)
- 2009: Barriere (Kinofilm)
- 2011: Ein starkes Team – Die Gottesanbeterin (TV-Reihe)
- 2011: Halbe Hundert (TV-Film)
- 2012: Der Mann in der Menge (Kurzfilm)
- 2012: Tatort – Das Wunder von Wolbeck (TV-Reihe)
- 2012: Flemming (TV-Serie)
- 2013: SOKO Wismar (TV-Serie)
- 2013: Almuth und Rita (TV-Film)
- 2014: Dengler – Die letzte Flucht (TV-Reihe)
- 2016: Jerks (TV-Serie)
- 2017: Verliebt in Masuren (TV-Film)
- 2019: Wolfsland – Heimsuchung (TV-Reihe)
- 2019: Tsokos – Zerschunden (TV-Film)
- 2019: Totengebet (Fernsehfilm)
- 2021: Das Lied des toten Mädchens (Fernsehfilm)
- 2023: SOKO Wismar – Schiff ahoi (Fernsehserie)
- 2023: Die Flut – Tod am Deich (Fernsehfilm)
- 2024: Großstadtrevier – Klimakiller-Killer (Fernsehserie)